# ذا غريت بريتش بيك أوف

ذا غريت بريتش بيك أوف (بالإنجليزية: The Great British Bake Off)‏ هي مسابقة بريطانية تلفزيونية في الخبز حيث يتنافس مجموعة من الخبازين الهواة ضد بعضهم البعض في سلسلة من الجولات،في محاولة لإقناع مجموعة من الحكام بمهاراتهم في الخبز. يتم استبعاد متسابق واحد في كل جولة ويتم اختيار الفائز من بين المتسابقين الذين يصلون إلى النهائي.تم عرض أول حلقة من المسابقة في 17 أغسطس 2010.